# 강진무위사 나들목

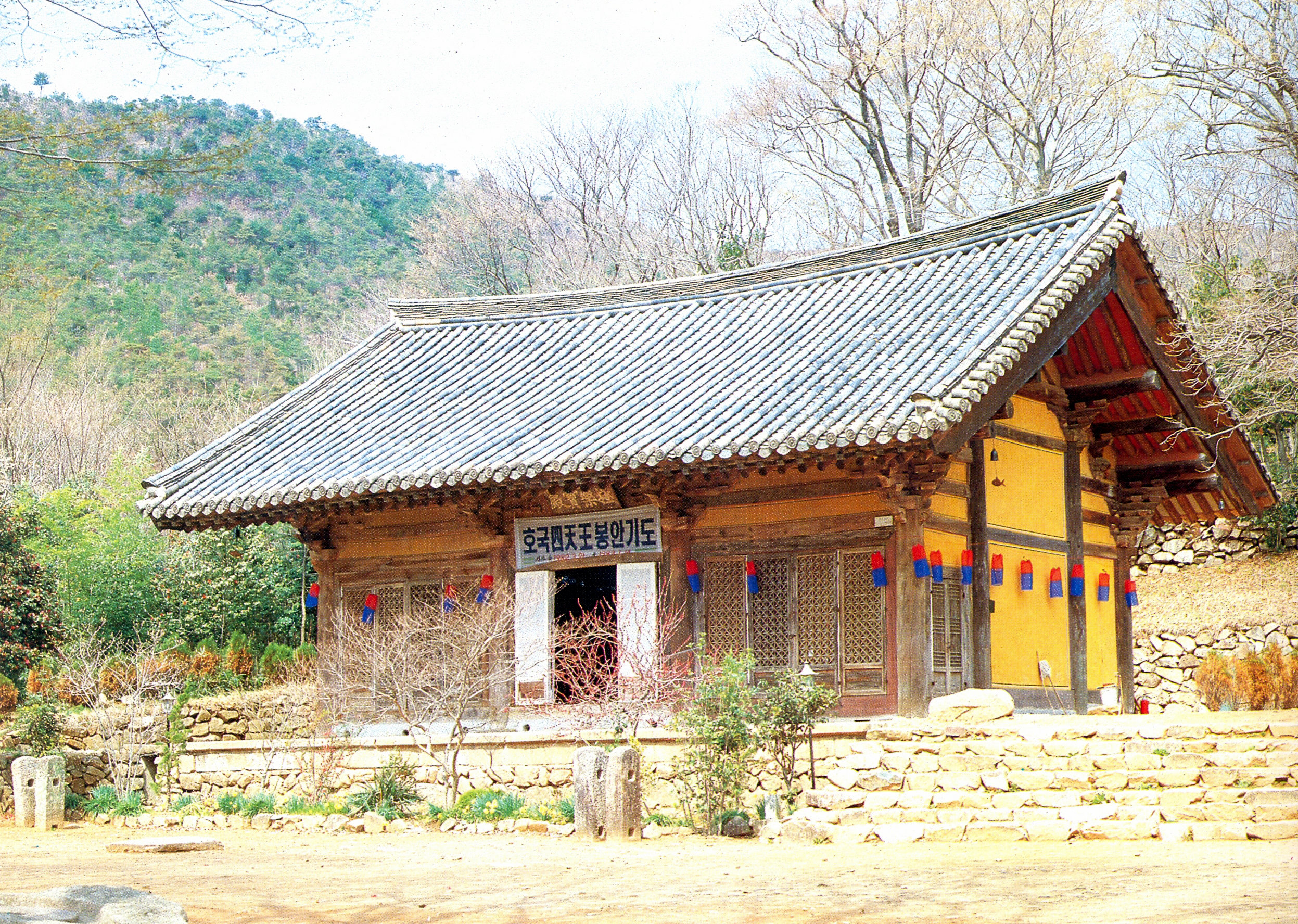
강진 무위사 극락보전 (국보 제13호)

강진무위사 나들목(Gangjin-Muwisa IC)은 전라남도 강진군 성전면 영풍리에 설치된 남해고속도로의 3번 교차로(나들목)이다. 나들목 진출입로는 성전면 성전리와 접하고 있다. 국도 제2호선을 통해 강진읍내로 진출할 수 있다. 계획 당시 가칭은 강진 나들목이었으나 현재와 같이 변경되었다.
강진, 해남, 완도에서 센트럴시티로 가는 고속버스들이 이용하는 나들목이다.

## 연혁
- 2005년 12월 29일 : 2010년까지 강진 나들목의 국도 제2호선 접속부 입체화 공사를 위해 전라남도 영암군 학산면 은곡리 ~ 장흥군 부산면 부춘리 39.34km 구간 도로구역 변경 및 강진군 도시계획시설에 성전면 성전리 일대를 교통구역으로 고시[1]
- 2012년 4월 27일 : 남해고속도로 영암 ~ 순천 구간 개통에 따라 강진무위사 나들목으로 영업 개시[2]

## 구조물 정보
- 위치 : 전라남도 강진군 성전면 영풍리
- 영업소: 전라남도 강진군 성전면 남해고속도로 20

## 접속하는 도로
- 국도 제2호선 (녹색로)
- 지방도 제830호선 (금강로)
- 간접 연결 : 국도 제13호선 (예향로, 월평 교차로 이용)

## 교통량 정보
| 요금소              | 통행량 (대/일) | 통행량 (대/일) | 통행량 (대/일) | 통행량 (대/일) | 통행량 (대/일) | 통행량 (대/일) | 통행량 (대/일) | 통행량 (대/일) | 각주  |
| 요금소              | 2012년         | 2013년         | 2014년         | 2015년         | 2016년         | 2017년         | 2018년         | 2019년         | 각주  |
| ------------------- | -------------- | -------------- | -------------- | -------------- | -------------- | -------------- | -------------- | -------------- | ----- |
| 강진무위사 (폐쇄식) | 2,001          | 2,351          | 2,460          | 2,672          | 2,830          | 3,072          | 2,992          | 3,141          | [ 3 ] |